# فیل بولاند
فیل بولاند (انگلیسی: Phil Bolland؛ زادهٔ ۲۶ اوت ۱۹۷۶) بازیکن فوتبال اهل بریتانیا است.
از باشگاه‌هایی که در آن بازی کرده‌است می‌توان به باشگاه فوتبال سالفورد سیتی، باشگاه فوتبال کمبریج یونایتد، باشگاه فوتبال پیتربورو یونایتد، باشگاه فوتبال آلترینچام، باشگاه فوتبال بارو، باشگاه فوتبال هالیفاکس تاون، باشگاه فوتبال آکسفورد یونایتد، باشگاه فوتبال ساوتپورت، باشگاه فوتبال ترادفورد، باشگاه فوتبال ورکسام، و باشگاه فوتبال درویلزدن اشاره کرد.